# Corydalis saltatoria
Corydalis saltatoria là một loài thực vật có hoa trong họ Anh túc. Loài này được W.W.Sm. mô tả khoa học đầu tiên năm 1917.